# دا سيلفا (لاعب كرة قدم)
دا سيلفا (بالبرتغالية: Testinha‏) هو لاعب كرة قدم برازيلي، ولد في 27 ديسمبر 1977 في ريو برانكو في البرازيل. لعب مع نادي كوريتيبا.